# Inga-Britta Sandqvist
Inga-Britta Sylvia Sandqvist, född Winberg den 17 juli 1935 i Älvdalens församling, är en svensk museiman. Hon har varit chef för Tekniska museet.
Sandqvist gick biblioteksutbildning 1959–1960 och var anställd vid Sundbybergs stadsbibliotek 1960–1964. Hon började sin museibana som amanuens och senare intendent vid Nordiska museet 1964–1972. Mellan 1972 och 1986 var hon förste intendent och avdelningschef vid Tekniska museet, vice museidirektör 1986–1991 och slutligen museidirektör 1991–1995.
Hon drev inom Tekniska museet projektet att bygga upp ett science center. Den första försöksverksamheten med namnet Teknoteket öppnade 1983; museets stora satsning på Teknorama invigdes 1985 följt 1992 av Teknorama II – ett teknikhistoriskt kalejdoskop. Under hennes tid som museidirektör byggdes även Wallenberghallen på museets innergård vilken omfattar utställningslokal, hörsal och klimatarkiv för bilder. Hallen invigdes 1993 av Carl XVI Gustaf.
Inga-Britta Sandqvist, som blev fil. kand. 1966, lade 1972 fram en licentiatavhandling i konstvetenskap vid Stockholms universitet, Elfdalsporfyr, idé och utformning: en svensk konstindustri 1788–1856. Hon var ledamot i Uppslagsverkskommittén 1977–1980 och expert i utredningen om den civila flyghistoriska museiverksamheten 1979–1982. Hon har publicerat böcker och artiklar inom områdena konstvetenskap och teknikhistoria.